# Hornstedtia

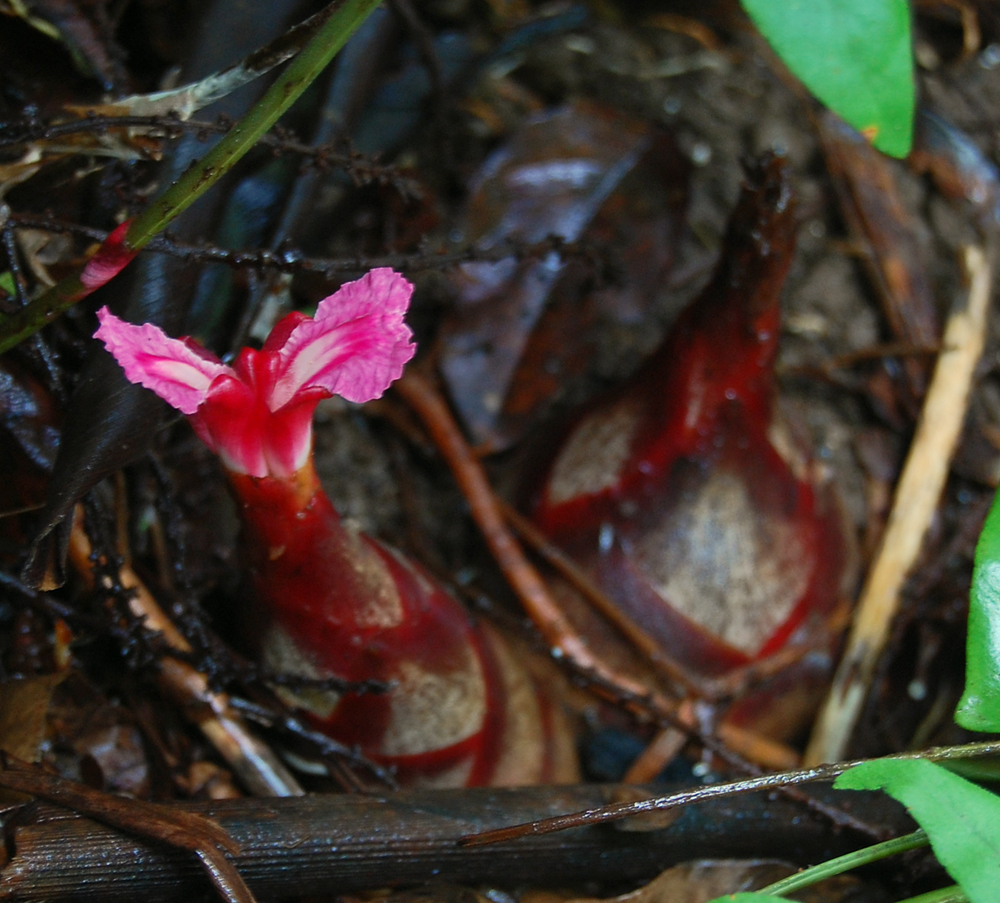
Kwiat Hornstedtia conica

Hornstedtia Retz. – rodzaj bylin z rodziny imbirowatych (Zingiberaceae). Obejmuje około 30-60 gatunków występujących w tropikalnej Azji.

## Morfologia
PokrójBylina z pełzającym, rozgałęzionym i drewniejącym kłączem. Liście o blaszce lancetowatej, siedzące lub ogonkowe, z okazałym języczkiem liściowym. Ich pochwy liściowe tworzą okazałe nibyłodygi.
KwiatyZebrane w kłosowaty kwiatostan wyrastający na krótkiej osi z podstawy nibyłodygi i zwykle tylko do połowy wystający ponad powierzchnię gruntu. Osłonięty dwurzędowo wyrastającymi łuskami. Przysadki gęste, zewnętrzne skórzaste i płonne. Wewnętrzne błoniaste wspierają pojedyncze kwiaty. Kielich zrosły w długą rurkę rozszerzającą się u szczytu, rozciętą z boku, na szczycie z dwoma lub trzema ząbkami. Korona składa się z trzech listków tworzących rurkę. Płodny pręcik na krótkiej nitce lub siedzący. Słupek pojedynczy z trójkomorową, podłużną zalążnią o cienkiej szyjce zakończonej lejkowatym znamieniem.
OwocCylindryczna lub trójkanciasta torebka zawierająca czarne, wielościenne nasiona z białą osnówką.

## Systematyka
Pozycja i podział według APWeb (aktualizowany system APG III z 2009)
Rodzaj należący do podrodziny Alpinioideae Link, rodziny imbirowatych (Zingiberaceae) będącej kladem siostrzanym rodziny kostowcowatych Costaceae. Wraz z nią należy do rzędu imbirowców (Zingiberales) należącego do jednoliściennych (monocots) w obrębie roślin okrytonasiennych.
Wykaz gatunków
- Hornstedtia affinis Ridl.
- Hornstedtia arunachalensis S.Tripathi & V.Prakash
- Hornstedtia conica Ridl.
- Hornstedtia costata (Roxb.) K.Schum.
- Hornstedtia cyathifera Valeton
- Hornstedtia deliana Valeton
- Hornstedtia elongata (Teijsm. & Binn.) K.Schum.
- Hornstedtia gracilis R.M.Sm.
- Hornstedtia hainanensis T.L.Wu & S.J.Chen
- Hornstedtia havilandii (K.Schum.) K.Schum.
- Hornstedtia incana R.M.Sm.
- Hornstedtia leonurus (J.König) Retz.
- Hornstedtia minor (Blume) Valeton
- Hornstedtia minuta (Blume) K.Schum.
- Hornstedtia mollis (Blume) Valeton
- Hornstedtia paludosa (Blume) K.Schum.
- Hornstedtia parviflora Ridl.
- Hornstedtia penicillata (K.Schum.) K.Schum.
- Hornstedtia phaeochoana (K.Schum.) K.Schum.
- Hornstedtia pininga (Blume) Valeton
- Hornstedtia pusilla Ridl.
- Hornstedtia reticosa Valeton
- Hornstedtia reticulata (K.Schum.) K.Schum.
- Hornstedtia rubra (Blume) Valeton
- Hornstedtia rubrolutea Ridl.
- Hornstedtia sanhan M.F.Newman
- Hornstedtia scottiana (F.Muell.) K.Schum.
- Hornstedtia scyphifera (J.König) Steud.
- Hornstedtia striolata Ridl.
- Hornstedtia tibetica T.L.Wu & S.J.Chen
- Hornstedtia tomentosa (Blume) Bakh.f.
- Hornstedtia triloba Ridl.